# 諾布爾鎮區 (內布拉斯加州瓦利縣)
諾布爾鎮區（英語：Noble Township）是位於美國內布拉斯加州瓦利縣的一個行政鎮區。

## 地方資料
諾布爾鎮區的面積為136.57平方千米，皆為陸地。根據2020年美國人口普查的數據，當地共有人口78人，而人口密度為每平方千米0.57人。